# 原田耕一郎
原田 耕一郎（はらだ こういちろう、1941年 - ）は、有限群論を専門とする日本の数学者である。
1941年群馬県生まれ。1965年東京大学理学部数学科卒業。名古屋大学理学部助手、プリンストン高等研究所所員、イリノイ大学研究員、ケンブリッジ大学研究員などを経て、オハイオ州立大学教授。

## 経歴・人物
1968年、プリンストン高等研究所が原田のアメリカ合衆国での最初の勤め口となった。原田は1972年に東京大学で学位を得た(指導教授は岩堀長慶)。
ラトガース大学は、有限郡の分類への挑戦に関するダニエル・ゴーレンシュタインとの1969年から1973年に及ぶ共同研究の舞台となった。1971年、原田は最初オハイオ州立大学で教え、1973年にケンブリッジ大学の訪問研究者となり、そこで原田・ノートン群を発見した。
ゴーレンシュタイン・原田の定理は、多くとも4つのsectional 2ランクの有限単純群を分類するものである。
1996年オハイオ州はモンスター群とリー代数についての特別研究学期(Special Research Quarter)を開き、ジョセフ・フェラー(Joseph Ferrar)と原田によりその『議事録』が編集された。
2000年、日本数学会は原田に代数学賞を授与した。
有限単純群の分類が発表された後、原田は群論研究者に挑戦すべき以下の問題を提示した。
1. 全ての単純群をそれらの自己同型群として実現する数学的対象を見つけよ。
2. たった有限個の散在単純群が存在するだけであることを証明せよ。
3. 26個の単純群が存在する理由を見つけよ。
4. ジョージ・グローバーマン（英語版）のZ*定理（英語版）の一般形を見つけよ。
5. 有限単純群のシューア乗積（英語版）を与える演算を見つけよ。
6. モジュラー表現論を完成せよ。
7. 有限単純群のシロー2-部分群になることのできる2-群を分類せよ。
8. 分類の全く新しい証明を探せ。
9. strongly p-embeddedな部分群（英語版）を持つ有限単純群を分類せよ。
10. 制限されたバーンサイド問題（英語版）の周辺の問題を解決せよ。

## 著作物
- 1974: (ダニエル・ゴーレンシュタインと共著) Finite simple groups whose 2-subgroups are generated by at least 4 elements, Memoirs of the American Mathematical Society.
- 1975: On the simple group F of order 214 · 36 · 56 · 7 · 11 · 19. Proc. Group Theory Conference in Park City, Utah, pp. 119–276.
- 1989: Some elliptic curves arising from the Leech lattice, Journal of Algebra 125: 289–310.
- 1999: モンスター―群のひろがり, 岩波書店.
- 2010: "Moonshine" of Finite Groups, ヨーロッパ数学会 ISBN 978-3-03719-090-6 MR2722318.
- 2019: 数学，この大きな流れ　群の発見"", 岩波書店.

## References
1. ↑  “数学、この大きな流れ 群の発見”. 紀伊國屋書店ウェブストア｜オンライン書店｜本、雑誌の通販、電子書籍ストア. 2023年1月3日閲覧。
2. ↑  Joseph Ferrar & Koichiro Harada (2011) The Monster and Lie Algebras: Proceedings of a Special Research Quarter at the Ohio State University, May 1996, Ohio State University Research Institute Publications 7, De Gruyter ISBN 978-3-11-080189-7
3. ↑  Pam Frost (2000) OSU math prof receives prestigious award Archived 2016-12-17 at the Wayback Machine., from Ohio State University.
4. ↑  Yasuhiko Tanaka (2003) Review: "Achievements and problems in the theory of groups" in Mathematical Reviews